# Chị chị em em
Chị chị em em là một bộ phim tâm lý, tình cảm và có yếu tố đồng tính nữ của Việt Nam do Kathy Uyên làm đạo diễn. Bộ phim có sự tham gia có các diễn viên nổi tiếng như Chi Pu, Thanh Hằng, Lãnh Thanh. Bộ phim được khởi chiếu tại Việt Nam vào ngày 18 tháng 12 năm 2019 và trình chiếu tại Liên hoan phim Busan lần thứ 25 vào ngày 21 tháng 10 năm 2020. Bộ phim dành cho người trên 18 tuổi.
Đến giữa tháng 6 năm 2022, Chị chị em em đã xác nhận sẽ có phần thứ hai được khởi chiếu vào ngày 22 tháng 1 năm 2023, trùng vào ngày mùng 1 Tết Nguyên đán 2023. Ở phần hai, Vũ Ngọc Đãng sẽ thay thế Kathy Uyên làm đạo diễn cho dự án. Bộ ba Chi Pu, Thanh Hằng, Lãnh Thanh cũng sẽ không tham gia, trong khi đó, Ngọc Trinh sẽ trở thành nữ chính cùng Minh Hằng. Nhà sản xuất Will Vũ hé lộ Chị chị em em sẽ còn có tới 3 phần.

## Nội dung
Câu chuyện phim Chị chị em em xoay quanh nữ phát thanh viên Thiên Kim (Thanh Hằng) của chương trình Thú tội lúc nửa đêm. Trong các buổi phát sóng, cô nhiều lần trò chuyện với Nhi (Chi Pu) - một cô gái rơi vào hoàn cảnh oái oăm khi mang thai với người đàn ông đã có gia đình. Sợ bị láng giềng dị nghị, Nhi một thân một mình lên tỉnh thành kiếm việc làm trong quán nhậu và bị chủ nhà sàm sỡ. Thương cảm cho căn số cô gái trẻ, Thiên Kim quyết định đưa Nhi về nhà chăm nom như em gái. Song, hành động gây ra thêm mâu thuẫn giữa cô và chồng là Huy (Lãnh Thanh), nhất là khi họ vừa đánh mất cái thai cách đó vài tháng. Dần dà, Thiên Kim và Nhi phát sinh cảm xúc đặc biệt. Tuy nhiên, tất cả nhường nhịn như chỉ là một phần của kế hoạch tăm tối nhắm đến khối của cải kếch xù của gia đình nữ phát thanh viên.

## Diễn viên
- Thanh Hằng vai Thiên Kim
- Chi Pu vai Nhi
- Lãnh Thanh vai Huy

## Đón nhận
Ngày 21 tháng 10 năm 2020, bộ phim Chị chị em em được trình chiếu tại Liên hoan phim Busan lần thứ 25 tại hạng mục "Cửa sổ điện ảnh châu Á" (A Window on Asian Cinema). Đầu năm 2021, đại diện ban tổ chức Asian Film Festivals đã xác nhận bộ phim đoạt giải ABC TV Awards - hạng mục do kênh truyền hình ABC trao tại liên hoan và lên sóng trên kênh truyền hình của ABC vào cuối tháng 3.
| Năm  | Giải thưởng          | Hạng mục                               | Đề cử         | Kết quả   | Nguồn         |
| ---- | -------------------- | -------------------------------------- | ------------- | --------- | ------------- |
| 2020 | Giải Mai Vàng 2020   | Nữ diễn viên điện ảnh-phim truyền hình | Thanh Hằng    | Đề cử     | [ 10 ]        |
| 2020 | Ngôi Sao Xanh        | Nữ diễn viên điện ảnh được yêu thích   | Chi Pu        | Đoạt giải | [ 11 ] [ 12 ] |
| 2020 | Ngôi Sao Xanh        | Nữ diễn viên điện ảnh xuất sắc nhất    | Chi Pu        | Đề cử     | [ 11 ] [ 12 ] |
| 2021 | Asian Film Festivals | ABC TV Awards                          | Chị chị em em | Đoạt giải | [ 9 ]         |